# C\C (Cinderella\Complex)
 (mars 2012).
Si vous disposez d'ouvrages ou d'articles de référence ou si vous connaissez des sites web de qualité traitant du thème abordé ici, merci de compléter l'article en donnant les références utiles à sa vérifiabilité et en les liant à la section « Notes et références ».
 C\C (Cinderella\Complex)  (C＼C (シンデレラ＼コンプレックス)) est l'unique single du groupe temporaire High-King, sorti le 11 juin 2008 au Japon sous le label Zetima, écrit et produit par Tsunku. Il atteint la 6e place du classement de l'Oricon, et reste classé pendant cinq semaines, se vendant à 31 693 copies durant cette période.
Il sort aussi dans une édition limitée avec une pochette différente contenant un DVD en supplément, puis deux semaines après au format "Single V" (DVD) contenant le clip vidéo original et son "making of", ainsi que dans une édition "Event V" (DVD) vendue lors de représentations du groupe. Chacun de ces trois DVD contient une version alternative du clip différente, seule ou en supplément.
Le groupe et le single ont été créés pour promouvoir la comédie musicale Cinderella the Musical, collaboration entre le groupe Morning Musume et la troupe de la Revue Takarazuka. La chanson-titre figurera simultanément sur les compilations de fin d'année du Hello! Project, Petit Best 9 et Hello! Project Special Unit Mega Best. Le titre en "face B" est une chanson inédite, Kioku no Meiro. Le clip vidéo de la chanson-titre figurera aussi sur le DVD de la compilation Special Unit Mega Best, tandis que sa version alternative du DVD "Event V" figurera sur la version DVD du Petit Best 9.

## Interprètes
- Ai Takahashi (de Morning Musume)
- Reina Tanaka (de Morning Musume)
- Saki Shimizu (de Berryz Kobo)
- Maimi Yajima (de °C-ute)
- Yūka Maeda (du Hello Pro Egg)

## Liste des titres
Single CD
1. C\C (Cinderella\Complex)  (C＼C (シンデレラ＼コンプレックス)?)
2. Kioku no Meiro  (記憶の迷路?)
3. C\C (Cinderella\Complex) (Instrumental)  (C＼C (シンデレラ＼コンプレックス)...?)

DVD de l'édition limitée
1. C\C (Cinderella\Complex) -Dance Shot Ver.-  (C＼C (シンデレラ＼コンプレックス)...?) (clip vidéo)

Single V
1. C\C (Cinderella\Complex)  (C＼C (シンデレラ＼コンプレックス)?) (clip vidéo)
2. C\C (Cinderella\Complex) -Close-up Ver.-  (C＼C (シンデレラ＼コンプレックス)...?) (clip vidéo)
3. Making Eizo  (メイキング映像?) (making of)

Event V
1. C\C (Cinderella\Complex) -Rolling Ver.-  (C＼C (シンデレラ＼コンプレックス)...?) (clip vidéo)
2. Kioku no Meiro Photo Collection  (記憶の迷路 フォトコレクション?)
3. ... Maeda Yuuka  (密着 まえだゆうか?)
4. C\C (Cinderella\Complex) TV CM  (C＼C (シンデレラ＼コンプレックス) テレビCM?) (clip publicitaire)